# Krewetka czyściciel
Krewetka czyściciel (Lysmata amboinensis) – gatunek morskiego dziesięcionoga spotykany też pod nazwą krewetka czyszcząca lub krewetka higienistka wyróżniający się sposobem pobieraniu pokarmu – zjada pasożyty żerujące na innych zwierzętach morskich, nawet na żarłocznych murenach. Zyskuje dużą popularność w akwarystyce morskiej.

## Występowanie
Szeroko rozprzestrzeniony gatunek występujący na rafach koralowych w tropikalnych wodach morskich Oceanu Spokojnego i Indyjskiego (wraz z Morzem Czerwonym). W Oceanie Atlantyckim odnotowano jej występowanie w pobliżu Bahamów i Florydy na zachodzie oraz w pobliżu Madery i Annobón na wschodzie.

## Cechy morfologiczne
Ubarwienie ciała pomarańczowe, wzdłuż grzbietu czerwone z białym pasem, szczypce i czułki białe. Długość ciała do 5 cm.

## Ekologia
Zjadają materię organiczną, pasożyty i martwe tkanki ryb.

## Taksonomia
Gatunek został opisany niezależnie przez dwóch autorów – pod nazwą Hippolysmata vittata amboinensis de Man, 1888 oraz Hippolysmata grabhami Gordon, 1935. Obecnie rodzaj Hippolysmata jest uznawany za synonim rodzaju Lysmata, a właściwą nazwą dla krewetki czyszczącej jest Lysmata amboinensis.